# Зарічний Челутай
Зарі́чний Челута́й (рос. Заречный Челутай) — село у складі Агінського району Забайкальського краю, Росія. Входить до складу Челутайського сільського поселення.

## Історія
Село утворено 2013 року шляхом виділення зі складу села Челутай.